# Barranc de Querol
El barranc de Querol és un afluent per la dreta de la Ribera Salada de 5,8 km de llargada dels quals la major part (4,1 km) transcorren pel terme municipal de Lladurs i els darrers 1.700 m. pel terme municipal de Castellar de la Ribera.
Neix a menys de 300 m al sud de la masia d'Angrill, a 800 m d'altitud i agafa la direcció nord-sud que mantindrà durant tot el seu recorregut que transcorre de manera més o menys en paral·lel a la carretera del Molí de Querol a Cambrils (Odèn) que sempre li queda a la seva banda esquerra.
Els seus afluents principals són la rasa de l'Espuella per la dreta i el barranc de la Ponça (537 metres de recorregut) per l'esquerra.
Aboca les seves aigües a la banda dreta de la Ribera Salada al costat del Molí de Querol, a 519 m d'altitud.